# Соннам (футбольний клуб)
Футбольний клуб «Соннам» або просто ФК «Соннам» (кор. FC성남) — корейський футбольний клуб з міста Соннам. Соннам — місто-супутник Сеулу, які розташовані на відстані 28 км одне від одного. Зараз «Соннам» виступає в К-Лізі Челендж. Був заснований під назвою ФК «Ільва Чунма» в 1989 році, клуб є найуспішнішою футбольною командою в Південній Кореї, яка 7 разів ставала переможцем національного чемпіонату, 3 кубку Футбольної Асоціації Південної Кореї, 3 кубки Ліги та 2 разу Ліги чемпіонів АФК.
«Соннам» посів п'яте місе в рейтингу найкращих футбольних клубів Азії 20 століття за версією IFFHS.
У 2014 році клуб було викуплено владою міста Соннам та перейменовано в ФК «Соннам».

## Досягнення

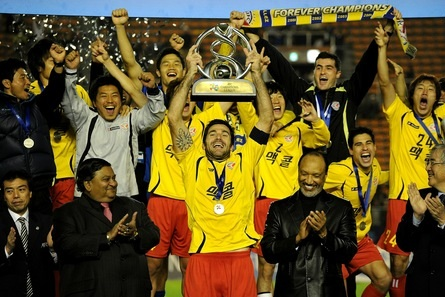
Соннам Ільва Чунма переможець Ліги чемпіонів АФК у 2010 році.

- К-Ліга 
  -  Переможець (7): 1993, 1994, 1995, 2001, 2002, 2003, 2006
  -  Срібний призер (3): 1992, 2007, 2009

- Кубок футбольної асоціації 
  -  Володар (3): 1999, 2011, 2014
  -  Фіналіст (3): 1997, 2000, 2009

- Кубок ліги
  -  Володар (3): 1992, 2002, 2004
  -  Фіналіст (3): 1995, 2000, 2006

- Суперкубок Південної Кореї
  -  Володар (1): 2002
  -  Фіналіст (2): 2000, 2004

- Кубок Президента Кореї
  -  Володар (1): 1999

- Ліга чемпіонів АФК 
  -  Володар (2): 1995, 2010
  -  Фіналіст (2): 1996/97, 2004

- Суперкубок Азії
  -  Володар (1): 1996

- Кубок чемпіонів A3
  -  Володар (1): 2004

- Клубний чемпіонат світу

4-те місце (1): 2010
- Афро-Азійський клубний чемпіонат
  -  Володар (1): 1996

- Новорічний кубок Лунар
  -  Володар (1): 2012

- Кубок Миру
  -  Фіналіст (1): 2012

## Відомі гравці
- Брендан Хемілл
- Саша Огнєновський
- Хуан Карлос Арсе
- Валерій Величко
- Ясмін Муйджа
- Адемар
- Едкарлуш
- Евертон Сантуш
- Фабрісіу Едуарду Соужа
- Фабрісіу Сильва Кабрал
- Кайке Феррейра да Сильва Лейте
- Жаель Феррейра
- Рубенілсон Монтейру Феррейра
- Евертон Дуареш Коутінью Алвеш
- Ітамар Батішта да Сильва
- Жан Карлуш Донде
- Джефферсон Фейжау
- Жоілсон Родрігеш да Сильва
- Марселу Маседу
- Жоау Соареш да Мота Нету
- Едуарду Франсішку ді Сильва Нету
- Педрау
- Рікарду Буену
- Рікарду Кампуш да Кошта
- Сільвіу Жуніур
- Тіагу Алвеш Салеш
- Стенлі Абора
- Жан-Касонго Банза
- Н'Даї Каленга
- Гаррі Джерман Кастільйо Валлейо
- Вілмар Хордан Гіл
- Маурісіо Моліна
- Хав'єр Рейна
- Клод Парфо Нгон-а-Джим
- Мішель Пенсі
- Александру Поповичі
- Йон Тестеміціану
- Алекс Агбо
- Андрій Соломатін
- Адріан Няга
- Саша Дракулич
- Владимир Йованчич
- Ясенко Сабітович
- Любиша Ранкович
- Міодраг Василєвич
- Сервер Джепаров
- Федеріко Лаенс
- Леонард Бісаку
- Джевад Туркович
- Дженан Радончич
- Іван Вукович
- Каймото Коджиро